# Кастамону (вілаєт)
41°22′35″ пн. ш. 33°46′35″ сх. д. / 41.376388888889° пн. ш. 33.776388888889° сх. д.
Вілаєт Кастамону (осман. ولايت قسطمونى‎) — вілаєт Османської імперії, що розташовувався на півночі Малої Азії. Утворений 1867 року замість еялету Кастамону з площею 50 тис. км². У 1922 році увійшов до складу Турецької республіки та припинив існування.

## Історія
У 1867 році в рамках реформи часів танзімату еялет Кастамону було перетворено на вілаєт з тією ж назвою. За часи імперією не набула значного розвитку, оскільки основні магістралі та залізниці переважно оминали межі вілаєту. за правління султана Абдул-Гаміда II було одним з місць заслання опозиціонерів. У 1906 році в містах вілаєту відбулися виступи проти збільшення податків, за відновлення Конституції 1876 року. Зрештою разом з виступами в Ерзуруму, Трабзон тана Балканах цей рух призвів до перемоги у 1908 році молодотурків.
Під час війн з Російською імперією, балканськими державами, під час Першої світової війни вілаєт був одним з важливих центрів набору в османські війська. У 1915 році порт Зонгулдак було знищено російським флотом. Порт Сином та Інеболу зазнавали напади російських кораблів у 1915 та 1916 роках.
Після повалення монархії населення доволі схвально поставилося до уряду в Анкарі, підтримавши створення Турецької республіки. Разом з вілаєтом Анкара став базою для прихильників Мустафи Кемаля. У 1922 році вілаєт перетворено на провінції Бартин, Чанкири, Дюздже, Карабюк, Кастамону, Зонгулдак та Синоп.

## Структура
Складався з 4 санджаків:
- санджак Кастамону мав 8 кази: Кастамону, Інеболу, Сафранболу, Ташкьопрю, Дадай, Джіде, Тосья, Арач
- санджак Чанкири — 2 кази: Чанкири, Черкеш
- Синопський санджак — 3 кази: Синоп, Боябат, Аянджик.
- санджак Болу — 9 кази: Болу, Ереглі, Бартин, Гереде, Гьойнюк, Акчакоджа, Дюздже, Деврек, Мудуму. Цей санджак мав особливий статус в складі вілаєту.

## Населення
За переписом 1885 році в провінції мешкало 1 009 460 осіб. Основу становило турецьке населення. Існували громади понтійських греків, які переважали у місті Синоп. Перша світова війна негативно позначилася на демографії, кількість жителів зменшилася до 728,1 тис. осіб в 1920 році. У 1919—1923 роках понтійські греки зазнали нападів та переслідування. Зрештою у 1923 році їх виселено до Греції.

## Економіка
Був одним з економічно відсталих вілаєтів імперії. Основу становили землеробство й тваринництво. Вирощувалися пшениця (переважно в санджаках Чанкири і Сіноп), ячмінь, кукурудза, нут, опій, рис, оливки, фрукти. Більшість продукції споживалося в провінції, частково вивозилося до сусідніх вілаєтів на території Малої Азії. Основним споживачем фруктів з цього вілаєту був Стамбул. У південних кази існувало виробництво шовку.
Вирощувалися також кози, вівці, велика рогата худоба. Місцеві ремісники використовували бавовни для виготовлення різних тканин. Фабрики з виготовлення бавовняних тканин були лише у Синопі.
Міста Синоп та Інеболу були центрами човнобудування. Також на території вілаєт здійснювався видобуток свинцю і нікелю. Значні вугільні копальні розташовувалися біля Ереглі та Болу. Вугільні копальні Ереглі з 1896 року експлуатувалися французькою компанією, яка також взяла у концесію порт Зонгулдак. У 1914 році їх було конфісковано османським урядом, а 1917 року передано у концесію Дойче Банку. У 1916 році було споруджено першу залізницю, що з'єднала міста Болу і Зонгулдак. Її прокладено на кошти німецьких підприємців.